# Emil Młynarski
Emil Szymon Młynarski (Kybartai, 18 luglio 1870 – Varsavia, 5 aprile 1935) è stato un violinista, docente e direttore d'orchestra polacco.

## Biografia

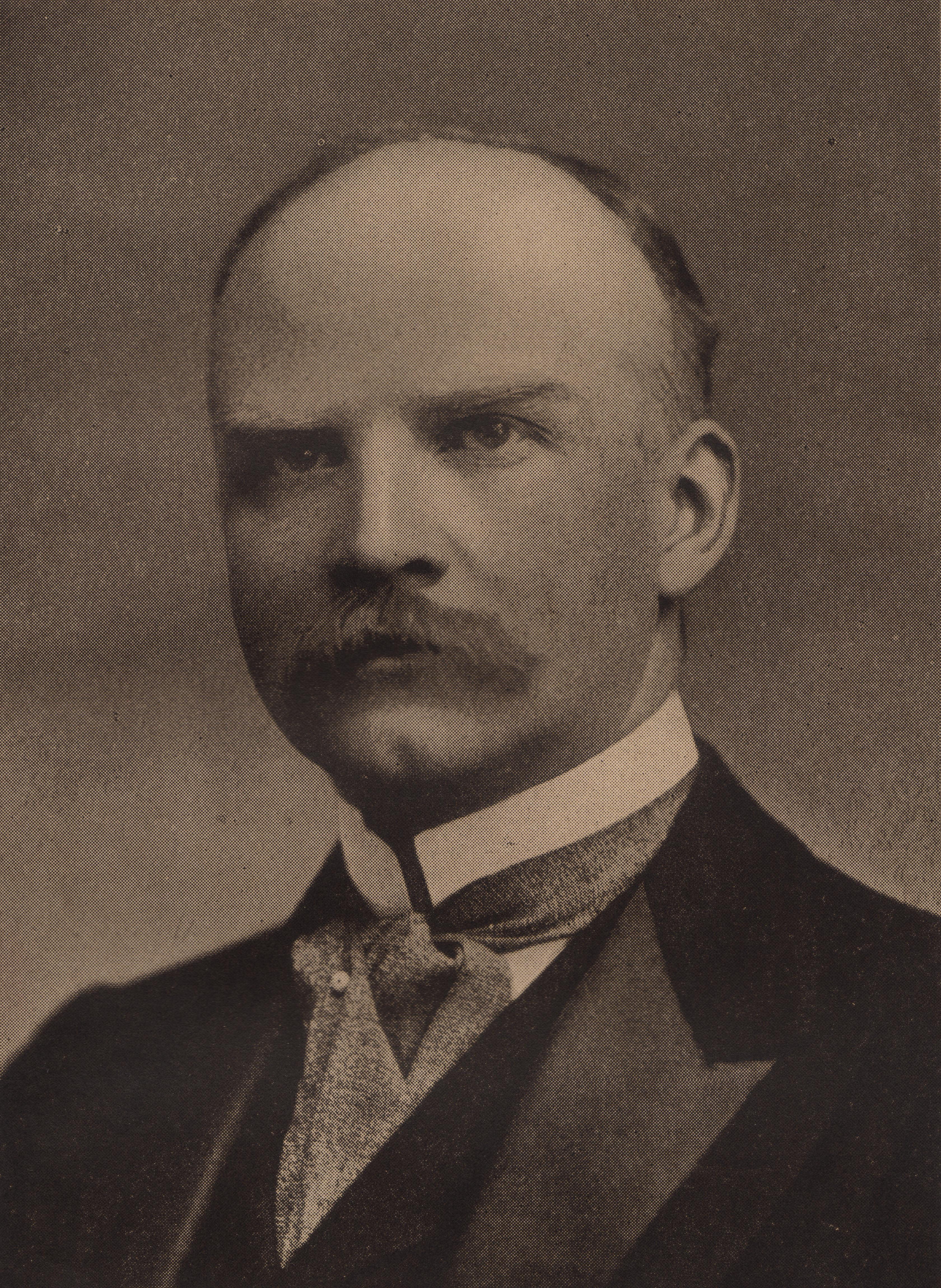
Emil Szymon Młynarski

Emil Szymon Młynarski nacque a Kybartai (all’epoca Impero Russo, ora in Lituania). Studiò dal 1880 al 1889 violino con Lipót (Leopold) Auer, teoria con Nikolaj Rimskij-Korsakov, composizione con Anatolij Ljadov e strumentazione con Böhm al Conservatorio di San Pietroburgo. Nel 1889 iniziò la sua attività concertistica, esibendos inizialmente a San Pietroburgo, Minsk, Kaunas, Kiev, Odessa, Varsavia, Berlino, Lipsia, Hannover, Mannheim, Londra.
Al suo ritorno in patria divenne maestro sostituto all’Opera di Varsavia per due anni, ne fu poi direttore principale. Poi da 1893 al 1897 si stabilì a Odessa come insegnante presso l’Accademia Reale di musica.
Fondò l'Orchestra Filarmonica di Varsavia, che diresse dall’1901 al 1905 e nella stessa città diresse anche il Conservatorio. Dal 1910 al 1916 fu direttore principale della Scottish Orchestra di Glasgow. Durante la Prima Guerra Mondiale visse in Russia, ma nel 1919 ritornò il Polonia riprendendo le precedenti attività fino al 1929.
Nel 1929 fu chiamato a dirigere il Curtis Institute e l’Opera di Filadelfia, ma due anni dopo, rientrò a Varsavia.

## Compositore
Młynarski scrisse due opere liriche, la Sinfonia in fa maggiore, op. 14, Polonia, e due concerti per violino, il n. 1 in re minore op. 11 (1897) e il n. 2 in re maggiore op 16 (1917). Scrisse inoltre brani per pianoforte e musica da camera. Emil Młynarski morì a Varsavia all’età di 64 anni. Sua figlia Aniela (1908-2001) sposò Mieczysław Munz e poi Arthur Rubinstein.
Tra i suoi studenti (di violino o di direzione d’orchestra) si ricordano Pëtr Stoljarskij, Paweł Kochański, Alexander Zhitomirsky, Paul Kletzki, Kazimierz Wiłkomirski, Feliks Rybicki, Zbigniew Dymmek e Faustyn Kulczycki.